# Rempnat
Rempnat település Franciaországban, Haute-Vienne megyében. Lakosainak száma 145 fő (2022. január 1.). Rempnat Faux-la-Montagne, L’Église-aux-Bois, Lacelle, Tarnac és Nedde községekkel határos.

## Népesség
A település népessége az elmúlt években az alábbi módon változott:
| Lakosok száma | 142  | 145  | 151  | 149  | 149  | 149  | 148  | 146  | 145  |
|               | 2013 | 2015 | 2016 | 2017 | 2018 | 2019 | 2020 | 2021 | 2022 |